# Ahmed Mahmoud Zuway
Ahmed Mahmoud Zuway znany też jako Kabila (ar. أحمد الزوي, ur. 28 grudnia 1982 w Bengazi) – piłkarz libijski grający na pozycji napastnika.

## Kariera klubowa
Karierę piłkarską Zuway rozpoczął w klubie Al-Nasr Bengazi. W 2001 roku zadebiutował w jego barwach w pierwszej lidze libijskiej. W 2003 roku osiągnął swój pierwszy sukces w karierze, gdy zdobył z Al-Nasr Puchar Libii. W zespole tym występował do końca sezonu 2003/2004, a latem 2004 roku przeszedł do Al-Ahly Benghazi. Zawodnikiem Al-Ahly był do końca sezonu 2006/2007.
Latem 2007 roku Zuway został piłkarzem saudyjskiego klubu Al-Qadisiya. Po pół roku gry w nim wrócił do Libii i przeszedł do Al-Ittihad Trypolis. W swoim pierwszym sezonie spędzonym w Al-Ittihad wywalczył zarówno mistrzostwo kraju, jak i zdobył Superpuchar Libii. Z kolei w 2009 roku powtórzył oba osiągnięcia i zdobył też swój drugi krajowy puchar w karierze.
W 2011 roku przeszedł do tunezyjskiego CA Bizertin. Następnie grał w Al-Sharjah, Al-Ahly Benghazi i ponownie CA Bizertin. W 2015 trafił do Zakho FC.

## Kariera reprezentacyjna
W reprezentacji Libii Zuway zadebiutował w 2005 roku. W 2006 roku był w kadrze Libii na Puchar Narodów Afryki 2006, ale nie rozegrał tam żadnego spotkania.